# فرودگاه سندای
فرودگاه سندای (به انگلیسی: Sendai Airport) یک فرودگاه همگانی با کد یاتا SDJ است که یک باند فرود آسفالت بتن دارد و طول باند آن ۳۰۰۰ متر است. این فرودگاه در شهر سندای کشور ژاپن قرار دارد .